# Pierre Jacky
Pierre Jacky, né le 5 octobre 1960 à Ingwiller, est une personnalité française du football et du futsal en France. Il est l'actuel entraîneur-sélectionneur de l'équipe de France de futsal.

## Biographie

### Footballeur et débuts d'entraîneur
Pierre Jacky connaît une carrière modeste de footballeur amateur, notamment à l'ASP Vauban de 1979 à 1985. Il y remporte deux fois le championnat de France de Division 3 en 1981 et 1982, puis la Coupe d'Alsace en 1984 et 1985. Il est sélectionné en équipes de France scolaire puis universitaire, avec laquelle il est vice-champion du monde au Mexique en 1982.
Sur le plan scolaire et professionnel, Jacky obtient son CAPEPS en 1982 et débute comme professeur d'éducation physique et sportive (EPS) au lycée Henri Nomine à Sarreguemines en 1982-1983. L'année suivante, il intègre le collège de Mundolsheim. En 1984, il devient conseiller d'animation de secteur à la DDJS de Strasbourg.
En juillet-août de cette même année 1984, il est entraîneur-joueur aux îles de Saint-Pierre-et-Miquelon. En 1985, après avoir obtenu son Brevet d'État d'éducateur sportif 2e degré de football, Jacky devient brièvement le premier sélectionneur national des Comores. De 1985 à 1987, Pierre est directeur-adjoint du centre de formation du Racing Club de Strasbourg, en plus de son poste à la DDJS. En 1988, il quitte ce rôle de conseiller d'animation pour devenir responsable de la section sport-étude du Lycée Jean-Monnet à Strasbourg avec qui il est vice-champion de France dès la première année.
Au milieu des années 1990, Pierre Jacky prend en main l'équipe première du FC Strasbourg Koenigshoffen 06. Vainqueur de la Coupe d'Alsace en 1994, il remporte le championnat de Division d'honneur en 1995 et évolue en CFA 2 la saison suivante. En 1996, il quitte son rôle à la section sportive du lycée pour réintégrer la DRJS comme conseiller technique en football.

### Équipe de France de futsal (depuis 1997)
En 1997, Pierre Jacky devient entraîneur-adjoint de Jacques Devismes au sein de la nouvelle équipe de France de futsal. Il déclare dix ans plus tard : « à la Fédération, on a pensé à moi car l'Alsace avait l'expérience de cette discipline ». Ses bases en futsal, Pierre Jacky les doit à Paul Frantz, l'entraîneur du RC Strasbourg vainqueur de la Coupe de France 1966. « Je l'avais comme professeur au CREPS. Tous les mercredis matins pendant quatre ans, j'en ai fait sous sa direction ». Le reste, il l'apprend sur le tas. « J'ai lu toutes les publications possibles et visionné énormément de matchs ».
« On partait vraiment de zéro », reconnaît-il en parlant de l'équipe de France de futsal.
En 2004, Jacky devient sélectionneur des Bleus. Il partage alors son temps entre les Bleus et son poste de conseiller technique régional à la Ligue d'Alsace de football association.
David Méresse est l'adjoint de Jacky jusqu'à l'été 2015. À partir de 2017, Pierre Jacky travaille à temps plein pour le futsal français. Contrairement aux sélectionneurs de football, Pierre Jacky a un rôle plus élargi qu'il définit en 2019 : « Je dois mettre en place des structures de formation et des filières d'accès à haut niveau, monter des écoles dans les clubs et former des éducateurs pour l'obtention obligatoire d'un diplôme national afin de coacher en D1 ou D2 ».
Il parvient à qualifier l'équipe de France de Futsal à l'Euro 2018. C'est la première compétition internationale à laquelle prend part l'équipe de France. Ils termineront finalement dernier de leur groupe, derrière l'Espagne et Azerbaïdjan, après avoir fait égalité contre l'Espagne et perdu face à Azerbaïdjan.
À la rentrée 2021, Pierre Jacky laisse la main et devient coordinateur des sélections nationales futsal, avant de faire valoir ses droits à la retraite en 2022. Jacky dirige les Bleus durant 216 matches entre 2004 et 2021.

## Palmarès
- Division 3 (2)
  - Champion : 1981 et 1982 avec Vauban

- Coupe d'Alsace (3)
  - Vainqueur : 1984, 1985 avec Vauban et 1994 avec Koenigshoffen

- Division d'honneur Alsace (1)
  - Champion : 1995 avec Koenigshoffen